# 2025–2026-os holland női labdarúgó-bajnokság (első osztály)
A 2025–2026-os holland női labdarúgó-bajnokság első osztályának (hivatalos nevén: Vrouwen Eredivisie) 16. kiírását tizenkét csapat részvételével rendezik.
Az előző szezon végén a Fortuna Sittard együttese bejelentette megszűnését, helyére a másodosztály harmadik helyén végzett NAC Breda gárdája került.

## A bajnokság csapatai

### Csapatok adatai
| Klub          | Település  | Stadion                    | Férőhely | Vezetőedző        | 2024–25-ös helyezés |
| ------------- | ---------- | -------------------------- | -------- | ----------------- | ------------------- |
| AFC Ajax      | Amszterdam | Sportpark De Toekomst      | 2 250    |                   | 3.                  |
| ADO Den Haag  | Hága       | Cars Jeans Stadion         | 15 000   | Marten Glotzbach  | 7.                  |
| AZ Alkmaar    | Alkmaar    | AFAS Stadion               | 19 478   | Wouter de Vogel   | 6.                  |
| Excelsior     | Rotterdam  | Van Donge & De Roo Stadion | 4 400    | Mathijs Kreugel   | 12.                 |
| Feyenoord     | Rotterdam  | Sportcomplex Varkenoord    | 2 500    | Jessica Torny     | 5.                  |
| Heerenveen    | Heerenveen | Sportpark Skoatterwâld     | 3 000    | Niklas Tarvajärvi | 9.                  |
| NAC Breda     | Breda      | Sportpark Heksenwiel       | 500      | Richard Mank      | 3. Eerste Divisie   |
| PSV Eindhoven | Eindhoven  | De Herdgang                | 2 500    | Roeland ten Berge | 2.                  |
| Telstar       | Velsen     | 711 Stadion                | 5 200    | Ed Engelkes       | 11.                 |
| Twente        | Enschede   | Sportpark Het Diekman      | 4 000    | Joran Pot         | 1.                  |
| Utrecht       | Utrecht    | Sportcomplex Zoudenbalch   | 1 000    | Linda Helbling    | 4.                  |
| PEC Zwolle    | Zwolle     | Sportpark Be Quick '28     | 3 000    | Jim Brinkhof      | 10.                 |

### Vezetőedző váltások
| Csapat | Távozó edző       | Ok         | Dátum             | Poz. | Érkező edző | Dátum |
| ------ | ----------------- | ---------- | ----------------- | ---- | ----------- | ----- |
| Ajax   | Hesterine de Reus | elbocsátás | 2025. április 19. | 2.   |             |       |

## Tabella
| Hely. | Csapat        | M | Gy | D | V | G+ | G– | Gk | P | Megjegyzés     |
| ----- | ------------- | - | -- | - | - | -- | -- | -- | - | -------------- |
| 1.    | ADO Den Haag  | 0 | 0  | 0 | 0 | 0  | 0  | 0  | 0 |                |
| 2.    | Ajax          | 0 | 0  | 0 | 0 | 0  | 0  | 0  | 0 |                |
| 3.    | AZ Alkmaar    | 0 | 0  | 0 | 0 | 0  | 0  | 0  | 0 |                |
| 4.    | Excelsior     | 0 | 0  | 0 | 0 | 0  | 0  | 0  | 0 |                |
| 5.    | Feyenoord     | 0 | 0  | 0 | 0 | 0  | 0  | 0  | 0 |                |
| 6.    | Heerenveen    | 0 | 0  | 0 | 0 | 0  | 0  | 0  | 0 |                |
| 7.    | NAC Breda Ú   | 0 | 0  | 0 | 0 | 0  | 0  | 0  | 0 |                |
| 8.    | Telstar       | 0 | 0  | 0 | 0 | 0  | 0  | 0  | 0 |                |
| 9.    | PSV           | 0 | 0  | 0 | 0 | 0  | 0  | 0  | 0 |                |
| 10.   | Twente CV KGY | 0 | 0  | 0 | 0 | 0  | 0  | 0  | 0 |                |
| 11.   | Utrecht       | 0 | 0  | 0 | 0 | 0  | 0  | 0  | 0 |                |
| 12.   | PEC Zwolle    | 0 | 0  | 0 | 0 | 0  | 0  | 0  | 0 | Eerste Divisie |

### Helyezések fordulónként
| Csapat ╲ Forduló | 1    | 2 | 3 | 4 | 5 | 6 | 7 | 8 | 9 | 10 | 11 | 12 | 13 | 14 | 15 | 16 | 17 | 18 | 19 | 20 | 21 | 22 |
| ---------------- | ---- | - | - | - | - | - | - | - | - | -- | -- | -- | -- | -- | -- | -- | -- | -- | -- | -- | -- | -- |
| Csapat ╲ Forduló | Ajax |   |   |   |   |   |   |   |   |    |    |    |    |    |    |    |    |    |    |    |    |    |
| ADO Den Haag     |      |   |   |   |   |   |   |   |   |    |    |    |    |    |    |    |    |    |    |    |    |    |
| AZ Alkmaar       |      |   |   |   |   |   |   |   |   |    |    |    |    |    |    |    |    |    |    |    |    |    |
| Excelsior        |      |   |   |   |   |   |   |   |   |    |    |    |    |    |    |    |    |    |    |    |    |    |
| Feyenoord        |      |   |   |   |   |   |   |   |   |    |    |    |    |    |    |    |    |    |    |    |    |    |
| Heerenveen       |      |   |   |   |   |   |   |   |   |    |    |    |    |    |    |    |    |    |    |    |    |    |
| NAC Breda        |      |   |   |   |   |   |   |   |   |    |    |    |    |    |    |    |    |    |    |    |    |    |
| PSV Eindhoven    |      |   |   |   |   |   |   |   |   |    |    |    |    |    |    |    |    |    |    |    |    |    |
| Telstar          |      |   |   |   |   |   |   |   |   |    |    |    |    |    |    |    |    |    |    |    |    |    |
| Twente           |      |   |   |   |   |   |   |   |   |    |    |    |    |    |    |    |    |    |    |    |    |    |
| Utrecht          |      |   |   |   |   |   |   |   |   |    |    |    |    |    |    |    |    |    |    |    |    |    |
| PEC Zwolle       |      |   |   |   |   |   |   |   |   |    |    |    |    |    |    |    |    |    |    |    |    |    |